# Cantieri Navali del Tirreno e Riuniti
«Каньтєрі Навалі дель Тіррено е Ріуніті» (італ. Cantieri Navali del Tirreno e Riuniti) — італійська суднобудівна компанія, яка розташовувалася у Генуї. Компанія була заснована у 1906 році. Компанія утворилася шляхом об'єднання двох компаній: суднобудівних заводів Tirreno з заводами Riva Trigoso e Genova-Le Grazieie. Ці дві компанії були частиною групи Piaggio, яка була єдиним приватним підприємством у суднобудівному секторі до початку сімдесятих років. Метою корпоративного злиття було поліпшення технічної та адміністративної організації, зменшення загальних витрат, реалізація економіки в розподілі праці, навіть якщо вже на початку п'ятдесятих років група зосередила в Генуї виробничі потужності з будівництва та ремонту кораблів, суден і механічних пристроїв.